# Думбрава (Клуж)
Думбрава (рум. Dumbrava) — село у повіті Клуж в Румунії. Входить до складу комуни Кепушу-Маре.
Село розташоване на відстані 347 км на північний захід від Бухареста, 29 км на захід від Клуж-Напоки.

## Населення
За даними перепису населення 2002 року у селі проживали 408 осіб.
Національний склад населення села:
| Національність | Кількість осіб | Відсоток |
| -------------- | -------------- | -------- |
| угорці         | 163            | 40,0%    |
| румуни         | 151            | 37,0%    |
| цигани         | 92             | 22,5%    |

Рідною мовою назвали:
| Мова      | Кількість осіб | Відсоток |
| --------- | -------------- | -------- |
| румунська | 194            | 47,5%    |
| угорська  | 165            | 40,4%    |
| циганська | 47             | 11,5%    |